# Adidas
A Adidas (estilizada como ɑdidɑs) é uma empresa de calçados, roupas esportivas e equipamentos esportivos fundada na Alemanha. 
Tem o nome de seu fundador, Adolf Dassler, também conhecido pelo apelido de Adi, que começou a produzir sapatilhas nos anos 1920, juntamente com o seu irmão Rudolf Dassler, em Herzogenaurach, próximo de Nuremberg. O nome "adidas" é uma união entre o pseudónimo de Adolf, Adi, e o início do seu apelido, Dassler. A empresa criada pelos irmãos foi fundada em 1920, porém, foi dividida em 1948, dando origem à Adidas e também à Puma, empresa rival fundada por Rudolf Dassler, irmão de Adi.

## História

### Início
Adolf Dassler (conhecido como "Adi") começou a produzir os seus próprios sapatos desportivos na cozinha da casa da sua mãe, em Herzogenaurach, Baviera, após o seu regresso da Primeira Guerra Mundial. Em 1927, o seu irmão, Rudolf Dassler (conhecido como "Rudi"), juntou-se ao negócio, que se tornou a Gebrüder Dassler Schuhfabrik (em português, Fábrica de Sapatos Irmãos Dassler) e prosperou.
Durante os Jogos Olímpicos de Verão de 1936, Adi Dassler se dirigiu da Baviera à Vila Olímpica, para convencer o velocista afro-americano Jesse Owens a usar as suas sapatilhas. Owens foi o primeiro atleta afro-americano a ser patrocinado pelos irmãos Dassler. Quando o velocista foi premiado com quatro medalhas de ouro, o sucesso confirmou a reputação dos calçados Dassler entre os desportistas mais famosos do mundo, despertando o interesse de treinadores de várias equipas nacionais.

### A separação
Após uma série de disputas pessoais, os irmãos separaram-se oficialmente em 1947, acarretando também a separação da Gebrüder Dassler Schuhfabrik. Rudolf criou uma nova empresa, intitulada originalmente Ruda (iniciais de Rudolf Dassler), que mais tarde é rebatizada Puma.

Adolf, por sua vez, registrou sua empresa como Adidas (iniciais de Adi Dassler).

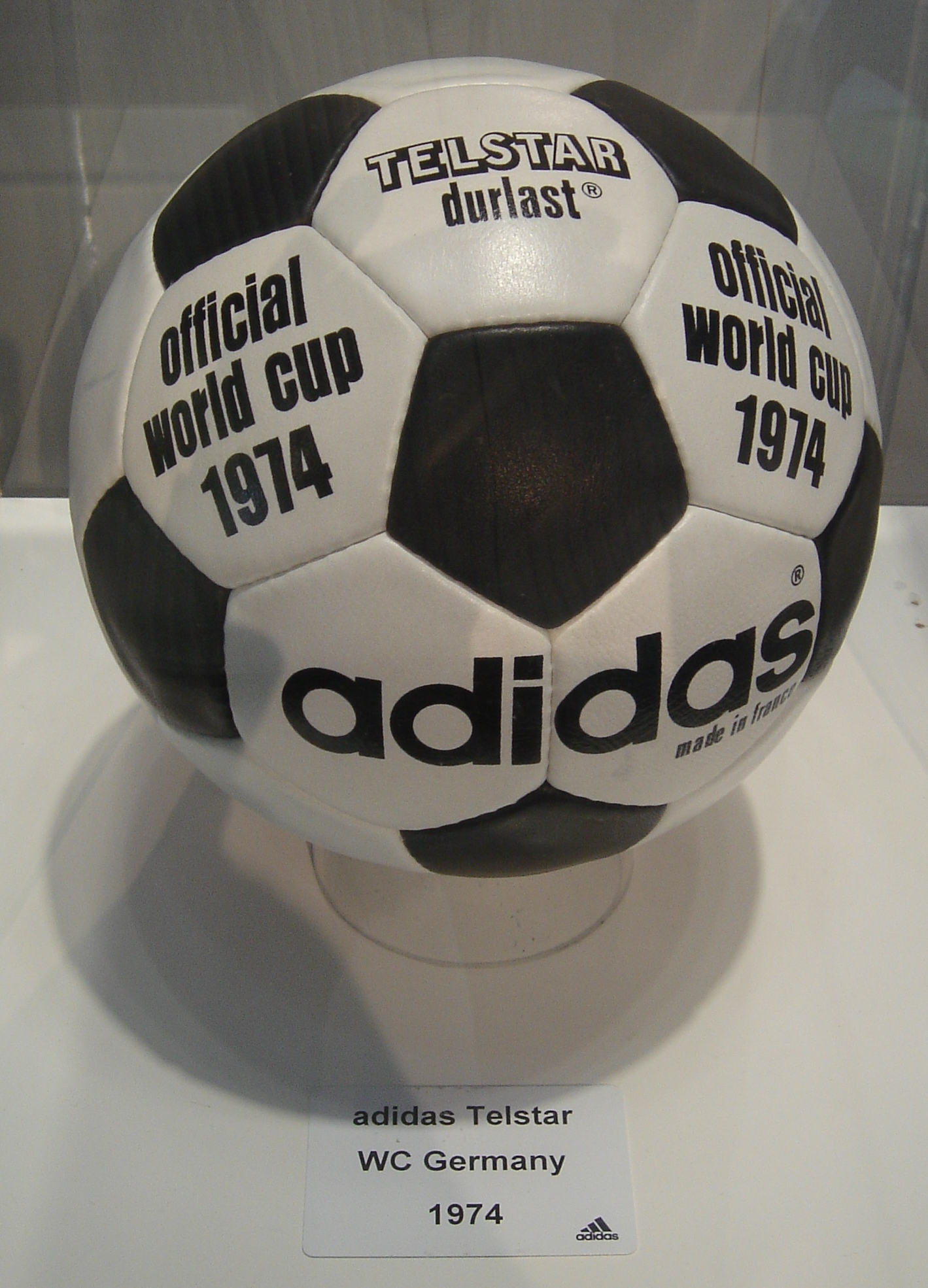
Adidas Telstar da Copa do Mundo FIFA de 1974.

Após um período difícil com a morte de Horst Dassler, filho de Adolf, em 1987, a empresa foi comprada em 1989 por Bernard Tapie, um empresário francês considerado especialista em resgatar empresas da falência, por 1,6 bilhão de francos franceses (mais de 243 milhões de euros). Tapie decidiu mudar a produção para a Ásia. Ele também contratou a cantora Madonna para a promoção das linhas de produtos da empresa.
Em 1992, Tapie não pôde pagar os juros do seu empréstimo e pediu ao banco Crédit Lyonnais para vender a Adidas mas o banco comprou a empresa para si mesmo, o que é normalmente proibido pelas leis francesas. Aparentemente, o banco estatal tentou fazer um favor a Tapie, tentando livrá-lo dos problemas, já que Tapie era um ministro de Assuntos Urbanos (Ministre de la Ville) do governo francês na época. Esquecendo por que o banco realmente comprou a Adidas, Tapie mais tarde processou-o, porque se sentiu lesado pela venda. Em Fevereiro de 1993, o Crédit Lyonnais comercializou a Adidas para Robert Louis-Dreyfus, um amigo de Bernard Tapie (e primo de Julia Louis-Dreyfus do seriado de televisão Seinfeld). Robert Louis-Dreyfus se tornou o novo presidente da empresa. Ele também é presidente do time de futebol Olympique de Marseille, ao qual Tapie era intimamente ligado.
O próprio Tapie foi à falência em 1994. Ele foi o objeto de diversos processos, principalmente relacionados com manipulação de resultados no clube de futebol. Ele passou seis meses na prisão La Santé em Paris em 1997 depois de ter sido condenado a 18 anos.
Robert Louis-Dreyfus foi muito bem sucedido administrando a empresa até 2001.[carece de fontes?].

### Atualmente
Em 1997, a Adidas AG adquiriu o grupo francês Salomon Group, especializado em vestuário para esqui, originando a Adidas-Salomon AG. A empresa alemã também comprou as companhias TaylorMade Adidas Golf e Maxfli, permitindo assim a concorrência com a Nike Golf. Em setembro de 2004, a estilista britânica Stella McCartney lançou uma grife desportiva feminina em parceria com a Adidas, intitulada "Adidas by Stella McCartney". A parceria de longo prazo foi bastante aclamada pela crítica. Em 2005, a Adidas anunciou a venda do Salomon Group à empresa finlandesa Amer Sports, por 485 milhões de euros.
Em agosto de 2005, a Adidas anunciou a compra da empresa Reebok por 3,8 bilhões de dólares. Com a aquisição, a Adidas passou a disputar mercados em condições iguais com a Nike. Em 11 de abril de 2006, a adidas anunciou um contrato de 11 anos para se tornar o fornecedor de vestuário oficial da NBA. O acordo, cujo valor foi estimado em mais de 400 milhões de dólares, substituiu o contrato anterior de 10 anos com a Reebok, anunciado em 2001.

Em novembro de 2021, a Adidas anunciou a entrada no Metaverso ao criar o adiVerse. O metaverso da marca será desenvolvido dentro da plataforma The Sandbox. 

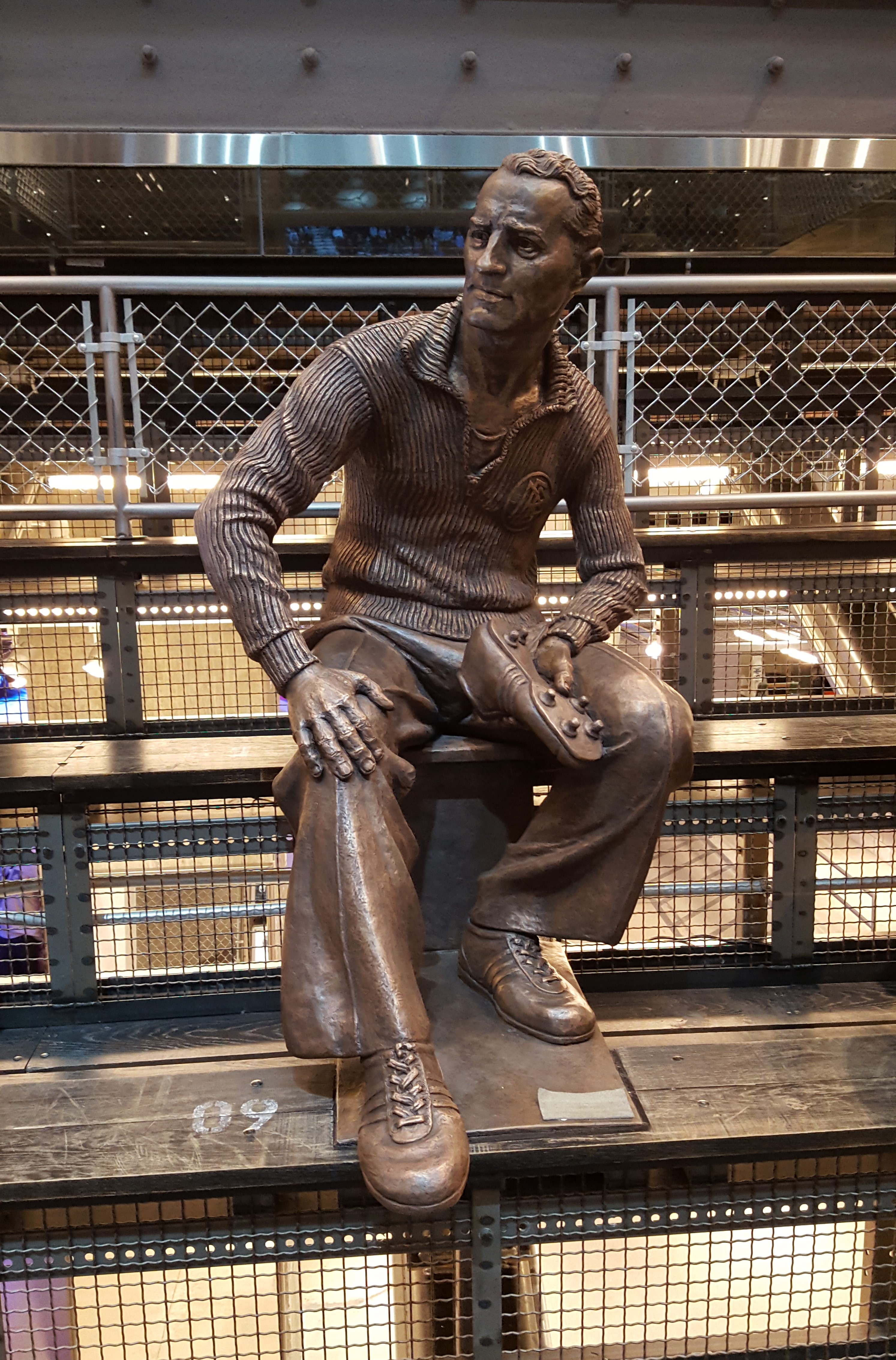
Estátua de Adi Dassler, esculpida por Josef Tabachnyk, Nova Iorque, Flagship Store Adidas

## Fornecimento e patrocínio

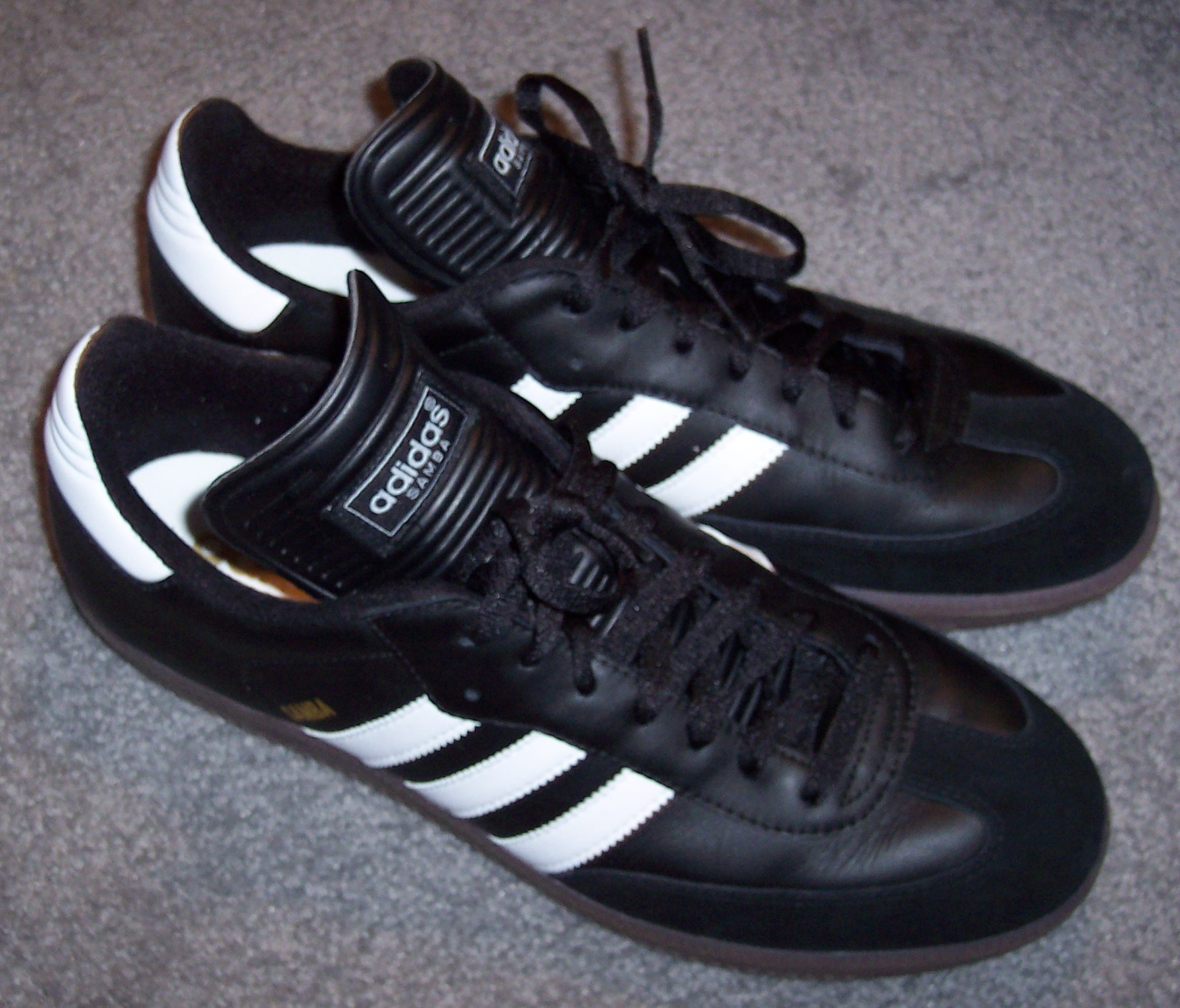
Um par de chuteiras do modelo "Samba", da Adidas

Atualmente, a Adidas é a segunda maior empresa de equipamentos desportivos do mundo. Na Europa, a Adidas é a primeira colocada, mandando para atrás a marca americana Nike. No entanto, é a maior distribuidora de equipamentos desportivos para o futebol, apesar dos grandes investimentos que a Nike tem feito desde que entrou neste mercado, na última década. A empresa distribui os equipamentos de algumas das principais seleções do mundo, como Argentina, Espanha, Itália e Alemanha, além de distribuir boa parte dos vestuários dos árbitros, chuteiras e bolas.
Ainda no futebol, a empresa patrocina a FIFA e a UEFA, e em ligas como a MLS e fornece material para grandes clubes do mundo, na Europa para clubes como o Real Madrid, Bayern de Munique, Arsenal, Juventus, Roma, Manchester United, Benfica, Lyon, Ajax e Celtic, na América do Sul para grandes clubes como os argentinos River Plate e Boca Juniors, os chilenos Colo-Colo e Universidad de Chile e os brasileiros Flamengo, Cruzeiro, Internacional e Atlético Mineiro.
Também fornece os materiais utilizados nas Copas do Mundo da FIFA, tais como bolas (das quais é fornecedora desde a Copa do Mundo FIFA de 1970), coletes de treinamento e uniformes dos árbitros. Um dos recentes lançamentos da Adidas foi a Telstar 18, bola oficial produzida para a Copa do Mundo FIFA de 2018 na Rússia.
Na edição de Copa Libertadores da América de 2013, a Adidas foi quem mais forneceu material desportivo; dos 38 participantes, seis são patrocinados pela empresa alemã, sendo eles Sporting Cristal, do Peru, Millonarios, da Colômbia, Club Universidad de Chile, do Chile, Caracas Fútbol Club, da Venezuela, Fluminense e Palmeiras, do Brasil.

### Seleções
- Alemanha
- Argélia
- Arábia Saudita
- Argentina
- Bélgica
- Catalunha
- Catar
- Chile
- Colômbia
- Costa Rica
- Emirados Árabes Unidos
- Escócia
- Espanha
- Gibraltar
- Grécia
- Hungria
- Irlanda do Norte
- Itália
- Jamaica
- Japão
- Kuwait
- Letónia
- Líbia
- México
- País de Gales
- Peru
- Suécia
- Ucrânia
- Venezuela

### Clubes
África do Sul
- Orlando Pirates

Alemanha
- Bayern de Munique
- Eintracht Frankfurt
- Union Berlin
- Fortuna Düsseldorf
- Hamburgo
- Nürnberg
- Schalke 04
- Saarbrücken

Arábia Saudita
- Al-Ahli
- Al-Nassr

Argentina
- Boca Juniors
- Deportivo Riestra
- River Plate

Armênia
- Gandzasar
- Noah

Áustria
- Hartberg
- LASK

Brasil
- Atlético Mineiro
- Cruzeiro
- Flamengo
- Internacional

Bélgica
- KAS Eupen

Bulgária
- Levski Sofia

Canadá
- Montreal Impact
- Toronto FC
- Vancouver Whitecaps

Cazaquistão
- Tobyl

Chile
- Colo-Colo
- Universidad de Chile

Colômbia
- Independiente Medellín
- Junior de Barranquilla
- Millonarios

Coreia do Sul
- Jeonbuk Hyundai Motors
- Ulsan Hyundai

Dinamarca
- Copenhagen
- Lyngby BK

Egito
- Al-Ahly
- Al-Ittihad
- El-Nasr

Emirados Árabes Unidos
- Al-Nasr
- Sharjah

Equador
- Emelec

Escócia
- Aberdeen
- Celtic

Eslováquia
- Dubnica
- Dukla Banská Bystrica
- Komárno
- Podbrezová
- Ružomberok
- Slovan
- Spartak Trnava
- Zemplin

Eslovênia
- Maribor
- Mura

Espanha
- Granada
- Osasuna
- Real Madrid
- Albacete
- Burgos
- Mirandés
- Real Oviedo
- Real Zaragoza
- Ponferradina
- Real Murcia
- Recreativo de Huelva
- Sevilla

Estados Unidos
- Atlanta United
- Chicago Fire
- FC Cincinnati
- Colorado Rapids
- Columbus Crew
- FC Dallas
- D.C. United
- Houston Dynamo
- Inter Miami CF
- LA Galaxy
- Los Angeles FC
- Minnesota United
- Nashville
- New England Revolution
- New York City
- New York Red Bulls
- Orlando City
- Philadelphia Union
- Portland Timbers
- Real Salt Lake
- San José Earthquakes
- Seattle Sounders
- Sporting Kansas City
- Charlotte Independence
- Hartford Athletic
- Indy Eleven
- Loudoun United FC
- Louisville City FC
- North Carolina FC
- Oklahoma City Energy FC
- Orange County SC
- Pittsburgh Riverhounds
- Real Monarchs
- Reno 1868 FC
- Rio Grande Valley FC Toros
- San Diego Loyal
- Tacoma Defiance
- Tulsa Roughnecks FC
- Chattanooga Red Wolves
- North Texas
- Richmond Kickers
- South Georgia Tormenta FC

Estônia
- Levadia Tallinn
- Nõmme Kalju
- JK Järv
- Maardu Linnameeskond

Finlândia
- FC Ilves
- HJK
- SJK

França
- Brest
- Lyon
- Strasbourg
- AC Ajaccio
- Annecy
- Bastia
- Bordeaux
- Dunkerque
- Paris
- Rodez
- Bastia-Borgo
- Cholet
- Créteil-Lusitanos
- Le Puy
- Villefranche

Geórgia
- Chikhura Sachkhere
- Dila Gori
- Samtredia

Grécia
- Olympiacos
- Panathinaikos

Hong Kong
- Eastern
- Hong Kong Pegasus
- South China

Hungria
- Fehérvár
- Kisvárda
- Balmazújvárosi FC
- Dorogi
- Győri
- Kazincbarcikai SC
- Vasas

Ilhas Faroe
- AB Argir
- B36 Tórshavn
- Havnar Bóltfelag
- ÍF Fuglafjørður
- KÍ Klaksvík
- Skála ÍF
- Víkingur Gøta

Inglaterra
- Arsenal
- Aston Villa
- Fulham
- Manchester United
- Nottingham Forest
- Leeds United
- Leicester City
- Liverpool
- Exeter City
- Crawley Town
- Salford City
- Halifax Town

Irlanda
- Cork City

Itália
- Como
- Juventus
- Pisa
- Roma
- Virtus Entella

Japão
- Albirex Niigata
- Matsumoto Yamaga FC
- Vegalta Sendai
- Yokohama F·Marinos
- Zweigen Kanazawa

Letônia
- FK Liepāja
- FK Ventspils

Lituânia
- FK Utenis Utena

Luxemburgo
- Fola Esch
- Jeunesse d'Esch

Malta
- Birkirkarach
- Sliema Wanderers FC

México
- América
- Tigres UANL

Moldávia
- Sheriff Tiraspol

Montenegro
- Budućnost Podgorica
- Titograd

Noruega
- Arendal
- Florø SK
- Molde FK
- Rosenborg

País de Gales
- Connah's Quay Nomads

Países Baixos
- Ajax
- PEC Zwolle
- Cambuur

Polônia
- Arka Gdynia
- Lechia Gdańsk
- Legia Warszawa
- Piast Gliwice
- Ruch Chorzów
- Śląsk Wrocław
- Stal Mielec
- Wisła Płock

Portugal
- Benfica
- Casa Pia
- Aves

Qatar
- Al-Gharafa

República Tcheca
- Bohemians Praga
- České Budějovice
- Karviná
- Mladá Boleslav
- Sigma Olomouc
- Zlín
- Dukla Praga
- Třinec
- Slavoj Vyšehrad
- Sparta Praga
- Varnsdorf
- Vysočina Jihlava

Romênia
- Sepsi Sfântu Gheorghe

Rússia
- Orenburg

San Marino
- La Fiorita

Sérvia
- Čukarički
- FK Inđija
- Voždovac Belgrado

Suécia
- Djurgårdens IF
- Falkenbergs FF
- Östersunds FK
- Dalkurd FF
- GIF Sundsval
- Östers IF
- Umeå FC
- Syrianska

Suíça
- Servette

Turcomenistão
- FK Ashgabat

Turquia
- Adanaspor
- Beşiktaş
- Fenerbahçe

Uzbequistão
- Pakhtakor

### Jogadores
Alguns dos melhores jogadores de futebol do mundo — que ainda atuam ou já se aposentaram — são ou já foram patrocinados pela Adidas. Dentre eles, estão: Adrien Silva, Alli, Altidore, Azpilicueta, Bale, Beckham, Belotti, Benzema, Berbatov, Bernardo Silva, Bernat, Biglia, Blind, Bravo, Cambiasso, Casillas, De Gea, Demichelis, De Rossi, Diego Milito, Diego Ribas, Di María, Diego Costa, Dybala, Džeko, Felipe Anderson, Felipe Melo, Forlán, Filipe Luís, Friedel, Gabriel Jesus, Gabriel Paulista, Handanovič, Hernanes, Hummels, Hulk, Immobile, Insigne, Isla, James Rodríguez, João Moutinho, Josué, Jordi Alba, Kaká, Kampl, Kanté, Kompany, Kroos, Kuyt, Lampard, Lamela, Laporte, Lavezzi, Llorente, Lucas Moura, Lugano, Marcelo, Marlos, Matić, Maxi López, Messi, Michel Bastos, Miranda, Mkhitaryan, Morata, Müller, Nacho, Nani, Navas, Neuer, Oscar, Özil, Pizarro, Pjanić, Podolski, Pogba, Rabiot, Ramsey, Rakitić, Raúl Albiol, Renato Sanches, Ricardo Carvalho, Robben, Rui Patrício, Salah, Samuel, Sissoko, Soldado, Suso, Téo Gutiérrez, Tiago, Van Persie, Vela, Victor, Villa, Walcott, Wijnaldum, Welbeck, Xavi, Zambrano.
A Adidas ainda produz chuteiras à mão para Toni Kroos, Kaká, David Beckham, Steven Gerrard, Paul Pogba e Lionel Messi, sendo a única empresa esportiva (junto a empresa americana Nike) que ainda realiza este tipo de trabalho.